# Bộ gen người
Bộ gen người là bộ hoàn chỉnh các trình tự axit nucleic cho con người, được mã hóa dưới dạng DNA bên trong 23 cặp nhiễm sắc thể trong nhân tế bào và trong một phân tử DNA nhỏ được tìm thấy bên trong từng ty thể. Bộ gen người bao gồm cả các gen DNA mã hóa protein
và DNA không mã hóa. Hệ gen người, được chứa đựng trong các tế bào mầm (2 tế bào giới tính một tinh trùng và một trứng được tạo ra trong giai đoạn giảm phân của quá trình sinh sản hữu tính trước khi thụ tinh để tạo ra một hợp tử) bao gồm ba tỷ cặp base DNA, trong khi bộ gen lưỡng bội (tìm thấy trong các tế bào xôma) gấp hai lần mẫu DNA. Trong khi có sự khác biệt đáng kể giữa bộ gen của các cá thể con người (độ lệch 0.1%), rõ ràng nhỏ hơn so với sự khác biệt giữa con người và họ hàng gần gũi nhất với chúng ta
, loài tinh tinh (khoảng 4%) và.
Dự án bản đồ gen người tạo ra trình tự hoàn chỉnh đầu tiên của bộ gen người, với trình tự dự thảo đầu tiên và phân tích ban đầu được xuất bản vào ngày 12 tháng 2 năm 2001. Bộ gen của con người là bộ gen đầu tiên của tất cả các loài động vật có xương sống được giải trình tự hoàn toàn. Tính đến năm 2012, hàng ngàn bộ gen người đã được giải trình tự hoàn toàn, và nhiều bộ gen khác đã được lập bản đồ ở các mức độ phân giải thấp hơn. Dữ liệu kết quả được sử dụng trên toàn thế giới trong Khoa học Y sinh học (khoa học chăm sóc sức khỏe), nhân chủng học, pháp y  và các ngành khoa học khác. Có một kỳ vọng xa hơn rằng các nghiên cứu về  bộ gen sẽ dẫn đến những tiến bộ trong chẩn đoán và điều trị bệnh tật, và những hiểu biết mới trong nhiều lĩnh vực của sinh học, bao gồm cả sự tiến hóa của loài người.
Mặc dù trình tự bộ gen của con người (gần như) đã được xác định hoàn toàn trình tự DNA, nhưng chúng ta chưa hiểu đầy đủ  về nó. Hầu hết các gen (mặc dù có lẽ không phải tất cả) đã được xác định bằng cách phối hợp các phương pháp tiếp cận thử nghiệm thông lượng và tin sinh học cao, nhưng vẫn còn nhiều việc cẩn phải thực hiện để làm sáng tỏ thêm các chức năng sinh học của các sản phẩm protein và RNA của chúng. Kết quả gần đây cho thấy hầu hết số lượng lớn DNA không mã hóa trong bộ gen có liên quan đến hoạt động sinh hóa, bao gồm cả sự điều chỉnh biểu hiện gen, tổ chức kiến trúc nhiễm sắc thể, và tín hiệu kiểm soát thừa kế di truyền biểu sinh.
Có khoảng 19.000-20.000 gen mã hóa protein ở người. Ước tính số lượng gen của con người đã được điều chỉnh nhiều lần so với dự đoán ban đầu từ 100.000 hoặc nhiều hơnkhi chất lượng chuỗi gen và phương pháp tìm gen đã được cải thiện, và có thể tiếp tục giảm hơn nữa. Chuỗi mã hóa protein chỉ chiếm một phần rất nhỏ của bộ gen (khoảng 1,5%), và phần còn lại được liên kết với các phân tử RNA không mã hóa, trình tự DNA điều chỉnh, LINE, SINE, intron và các chuỗi không mã hóa chưa xác định.
Vào tháng 6 năm 2016, các nhà khoa học đã chính thức công bố dự án HGP-Write, một kế hoạch để tổng hợp bộ gen của con người.